# 대한롤러스포츠연맹
대한롤러스포츠연맹(大韓롤러스포츠聯盟, Korea Roller Sports Federation, KRSF)는 대한민국의 스케이트보드, 인라인스피드스케이팅, 아티스틱스케이팅, 인라인알파인, 인라인다운힐, 인라인프리스타일, 인라인하키, 롤러하키, 롤러더비, 롤러프리스타일, 스쿠터링, 스케이트크로스 종목 행정을 총괄하는 스포츠 행정 기구이다. 1972년 1월 30일에 '경북로울러스케이팅협회'로 창설되었고, 1973년 3월 10일에 '대한로울러스케이팅협회'로 명칭을 변경했다. 1978년에 '대한로울러스케이팅연맹'로 명칭을 변경한 후, 2001년에 '대한롤러경기연맹'으로 명칭을 변경했다. 2016년 2월 24일에 전국인라인스케이팅연합회와 통합하면서 '대한롤러스포츠연맹'으로 명칭을 변경했다.

## 참고 문헌
- 〈대한롤러스포츠연맹〉. 《두피디아》. 두산.
- 〈대한롤러스포츠연맹〉. 《한국민족문화대백과사전》. 한국학중앙연구원.
- 이태신 (2000). 〈대한롤러스포츠연맹〉. 《체육학대사전》. 민중서관.
- 〈대한롤러스포츠연맹〉. 《네이버 기관단체사전》. 굿모닝미디어.
- “대한체육회 회원종목단체 경영공시”. 대한체육회.

## 같이 보기
- 전국인라인스케이팅연합회